# Odozana obscura
Odozana obscura là một loài bướm đêm thuộc phân họ Arctiinae, họ Erebidae.